# Belga Esperantisto
Belga Esperantisto ("L'esperantista belga") è stata una rivista esperantista belga, organo della Belga Ligo Esperantista, fondata nel 1908 come successore della rivista Belga Sonorilo, che era diventata idista; le dimensioni della rivista erano 24x16 cm. 
Essa era redatta da Léon Champy, Van Laere, Amatus van der Biest-Andelhof, Oscar Van Schoor, Frans Schoofs . 
Tra l'agosto del 1914 e il dicembre 1920 la rivista fu interrotta dalla prima guerra mondiale. Allo stesso modo tra febbraio 1940 e novembre 1945 a causa della seconda guerra mondiale. 
La rivista è apparsa fino al 1961, quando la Belga Ligo Esperantista ha praticamente cessato di esistere a favore della Federazione Belga di Esperanto e quando è stata fondata la rivista Sonorilo, che può essere considerata il successore di Belga Esperantisto. 

## Galleria d'immagini

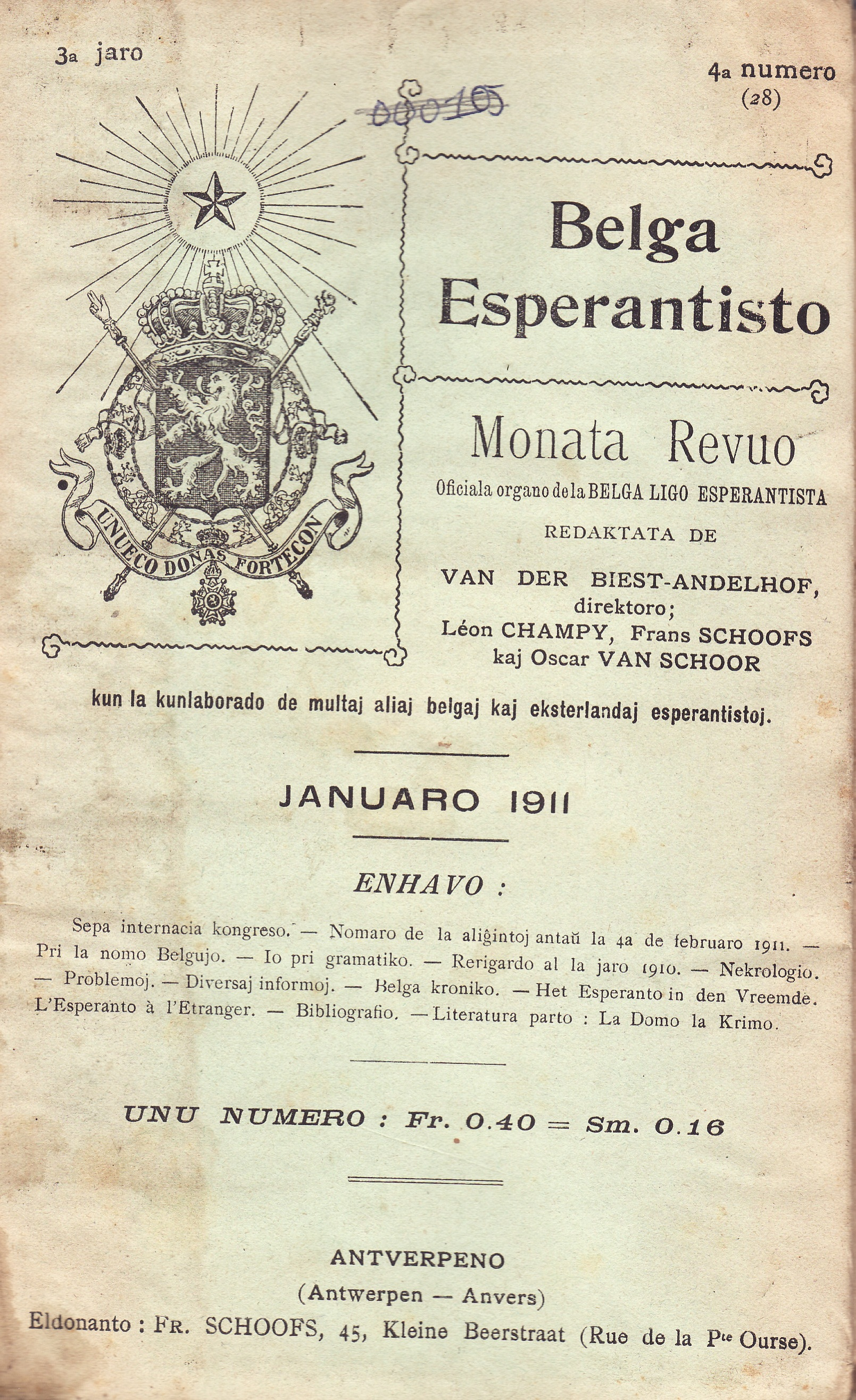
Il numero di gennaio 1911
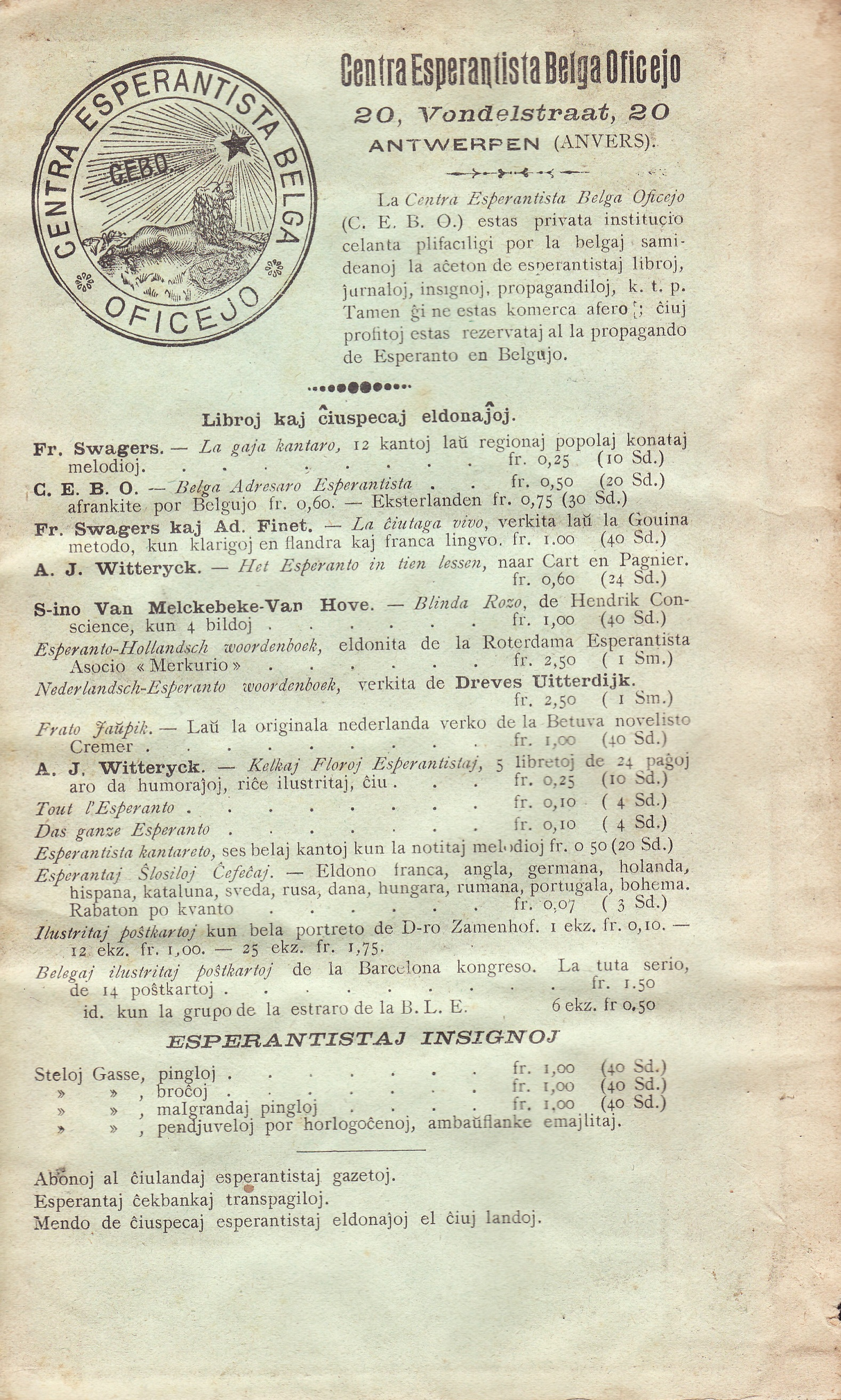